# Gare de Hon-Tatsuno
La gare de Hon-Tatsuno (本竜野駅, Hon-Tatsuno-eki) est une gare ferroviaire localisée dans la ville de Tatsuno, dans la préfecture de Hyōgo au Japon. La gare est exploitée par la compagnie JR West, sur la ligne Kishin.

## Service des voyageurs

### Desserte
La gare de Hon-Tatsuno est une gare disposant de deux quais et de deux voies.

| N° de voie | Ligne    | Direction    |
| ---------- | -------- | ------------ |
| 1          | ▆ Kishin | Sayo/Tsuyama |
| 2          | ▆ Kishin | Himeji       |

| JR West          |               |               |               |                   |
| Direction Himeji | Ligne Kinshin | Ligne Kinshin | Ligne Kinshin | Direction Niimi   |
| Ōichi            |               | -             |               | Higashi-Hashisaki |